# Olympische Sommerspiele 1932/Teilnehmer (Vereinigte Staaten)
| Gelbes Symbol für Goldmedaillen mit stilisierten Olympischen Ringen | Graues Symbol für Silbermedaillen mit stilisierten Olympischen Ringen | Braundes Symbol für Bronzemedaillen mit stilisierten Olympischen Ringen |
| ------------------------------------------------------------------- | --------------------------------------------------------------------- | ----------------------------------------------------------------------- |
| 41                                                                  | 32                                                                    | 30                                                                      |

Die Vereinigten Staaten nahmen an den Olympischen Sommerspielen 1932 im US-amerikanischen Los Angeles mit einer Delegation von 474 Athleten, 400 Männer und 74 Frauen, teil.

## Teilnehmer nach Sportarten

### Boxen
| Männer - Johnny Miler - Joseph Lang - John Hines - Louis Salica Bronze Fliegengewicht - Frederick Feary Bronze Schwergewicht - Nathan Bor Bronze Leichtgewicht - Edward Flynn Gold Weltergewicht - Carmen Barth Gold Mittelgewicht |

### Fechten
| Männer - Harold Van Buskirk - Nickolas Muray - Theodore Lorber - John Huffman - Ralph Faulkner - Harold Corbin - Norman Cohn-Armitage - Peter Bruder - Richard Steere Bronze Florett Mannschaft - Curtis Shears Bronze Degen Mannschaft - Tracy Jaeckel Bronze Degen Mannschaft - Gustave Heiss Bronze Degen Mannschaft - Dernell Every Bronze Florett Mannschaft - Miguel de Capriles Bronze Degen Mannschaft - Hugh Alessandroni Bronze Florett Mannschaft - Frank Righeimer Bronze Florett Mannschaft Bronze Degen Mannschaft - George Calnan Bronze Florett Mannschaft Bronze Degen Mannschaft - Joseph Levis Bronze Florett Mannschaft Silber Florett | Frauen - Dorothy Locke - Marion Lloyd - Muriel Guggolz |

### Gewichtheben
| Männer - Walter Zagurski - Howard Turbyfill - Sam Termine - Arnie Sundberg - Albert Manger - Stanley Kratkowski - Bill Good - Richard Bachtell - Anthony Terlazzo Bronze Federgewicht - Henry Duey Bronze Leichtschwergewicht |

### Hockey
Männer
- Bronze 
Frederick Wolters
Charles Sheaffer
Leonard O’Brien
David McMullin
Lawrence Knapp
Warren Ingersoll
Henry Greer
James Gentle
Samuel Ewing
Horace Disston
Amos Deacon
Roy Coffin
Harold Brewster
William Boddington

### Kunstwettbewerbe
| Männer - William Zorach - Charles Morris Young - Arnold Wiltz - Frederick Wight - John Thoreau Whitmore - Warren Wheelock - Hughlette Wheeler - Levon West - Herman Trunk - Alexander Tiranoff - Rodney Thomson - Samuel Theobald - Edmund Tarbell - Dudley Talcott - Gordon Stevenson - Jack Sterrett - Carl Sprinchorn - Eugene Speicher - Walt Speck - Yngve Soderberg - Howard Everett Smith - Howard Dwight Smith - Karl Skoog - Amory Simons - Harold Shurtleff - Charles Sheeler - Philip Sears - William Schulhoff - Hugo Scherzer - John Root - Robert Perry Rodgers - Charles Ridgway - John Hubbard Rich - Earl Purdy - Achille Porcasi - Henry Poore - Alfred Poor - Guy Pène du Bois - John B. Parkinson - Donald Parkinson - Fred Pacheco - Dan Ormsbee - Pierre Nuyttens - Charles Niehaus - Hugo Nicholson - James Newell - Richard Neutra - Floyd Morgenstern - Merecki - Gari Melchers - William McNulty - Edward McCartan - Reginald Marsh - Paul Manship - Jay Maddox - Hermon Atkins MacNeil - John MacGilchrist - George Benjamin Luks - William Littlefield - Henry Lion - Mortimer Lichtenauer - Hayley Lever - Jens Larson - Richard Lahey - Kuniyoshi Yasuo - Alexander Kruse - John Koopman - Charles Klauder - Julio Kilenyi - Charles Keck - Howland Jones - John Christen Johansen - Frank Jirouch - George Jacobs - Frank Ingels - Gerardo Iasilli - Edwin Howard - Winslow Homer - Holabird & Roche - George Snow Hill - Henry Hering - Louis Hechenbleikner - William Hays - Pop Hart - Armin Hansen - Walker Hancock - Carl Hallsthammar - Philip Hale - Gavin Hadden - Charles Paul Gruppé - Chaim Gross - Duncan Gleason - George Fort Gibbs - K. George - J. B. Gaskell - Sears Gallagher - Merrell Gage - Arnold Friedman - William Frenaye - Arthur Freedlander - Gerald Foster - Charles Fletcher - Vaughn Flannery - Ernest Fiene - Wharton Esherick - Charles Edson senior - Kerr Eby - Richard Earle - Thomas Eakins - Herbert Dunton - John W. Dunn - Graham Douglas - Hunt Diederich - Giovanni Del Colle - Randall Davey - Lewis Daniel - Leonard Craske - Berton Crandall - Georges Couvreur - Eanger Irving Couse - Eben Comins - Glenn Coleman - Edwin Everett Codman - Roland Clark - James Ormsbee Chapin - Francis Chapin - Tolles Chamberlin - William F. Byrne - Roger Noble Burnham - Johan Bull - Avery Brundage - Benjamin Brown - John Branner - Edward Borein - Acee Blue Eagle - Julius Bloch - Boris Blai - Richard Bishop - Maurice Biscoe - Frank Weston Benson - George Wesley Bellows - Reynolds Beal - Hugo Ballin - Shirley Baker - John Taylor Arms - Robert Andrews - Wayman Adams - John Russell Pope - Frederick William MacMonnies - Percy Crosby - Mahonri Mackintosh Young - Joseph Webster Golinkin - Lee Blair | Frauen - Helen Wills Moody - Mary Wesselhoeft - Sybilla Mittell Weber - Grace Talbot - Elise Swanson - Abastenia St. Leger Eberle - Verena Ruegg - Brenda Putnam - Marjorie Phillips - Ruth Peabody - Louise Nimmo - Grace Nelson - Eleanor Modrakowska - Elizabeth Mason - Edith Magonigle - Jean MacLane - Marjorie Lewis - Jessica Lewis - Kathryn Leighton - Nana King - Kathleen Ingels - Felicie Howell - Edith Horle - Polly Hill - Jessie Herron - Lilian Westcott Hale - Anne Goldthwaite - Laura Gardin Fraser - Harriet Frishmuth - Mabel Fossler - Beatrice Fenton - Lorraine Eckardt - Pearl Conklin - Ella Buchanan - Margaret Fitzhugh Browne - Marian Brackenridge - Isabel Bishop - Johanna Beyer - Beata Beach - Ruth Miller |

### Leichtathletik
| Männer - Edwin Turner - George Spitz - Rolland Romero - Paul Rekers - Walter Pritchard - Eino Pentti - Tom Ottey - Hans Oldag - Albert Michelsen - Malcolm Metcalf - Grant McDougall - Jack Keller - Cornelius Johnson - Paul Jessup - Charles Hornbostel - Harry Hinkel - James Henigan - Joe Healey - Norwood Hallowell - Lou Gregory - Nelson Gray - William Graber - James Gordon - Edwin Genung - Sol Furth - Daniel Dean - Glen Dawson - Glenn Cunningham - Frank Crowley - Ernest Crosbie - Frank Conner - Clyde Coffman - Kenneth Churchill - Bill Chisholm - Wilson Charles - Sidney Bowman - Lee Bartlett - Dick Barber - Peter Zaremba Bronze Hammerwurf - Morgan Taylor Bronze 400 m Hürden - Joe McCluskey Bronze 3000 m Hindernis - George Jefferson Bronze Stabhochsprung - Bob Van Osdel Silber Hochsprung - George Simpson Silber 200 m - Harlow Rothert Silber Kugelstoßen - Lambert Redd Silber Weitsprung - Henri LaBorde Silber Diskuswurf - Ralph Hill Silber 5000 m - Glenn Hardin Silber 400 m Hürden - Ben Eastman Silber 400 m - Percy Beard Silber 110 m Hürden - Frank Wykoff Gold 4 × 100-m-Staffel - Karl Warner Gold 4 × 400-m-Staffel - Emmett Toppino Gold 4 × 100-m-Staffel - Leo Sexton Gold Kugelstoßen - George Saling Gold 110 m Hürden - Bill Miller Gold Stabhochsprung - Bob Kiesel Gold 4 × 100-m-Staffel - Ed Gordon Gold Weitsprung - Ivan Fuqua Gold 4 × 400-m-Staffel - Hector Dyer Gold 4 × 100-m-Staffel - James Bausch Gold Zehnkampf - John Anderson Gold Diskuswurf - Edgar Ablowich Gold 4 × 400-m-Staffel - Ralph Metcalfe Silber 100 m Bronze 200 m - Eddie Tolan Gold 100 m Gold 200 m - Bill Carr Gold 400 m Gold 4 × 400-m-Staffel | Frauen - Elizabeth Wilde - Simone Schaller - Gloria Russell - argaret Jenkins - Ethel Harrington - Nan Gindele - Ruth Osburn Silber Diskuswurf - Evelyne Hall Silber 80 m Hürden - Jean Shiley Gold Hochsprung - Annette Rogers Gold 4 × 100-m-Staffel - Evelyn Furtsch Gold 4 × 100-m-Staffel - Lillian Copeland Gold Diskuswurf - Mary Carew Gold 4 × 100-m-Staffel - Wilhelmina von Bremen Bronze 100 m Gold 4 × 100-m-Staffel - Mildred Didrikson Zaharias Gold 80 m Hürden Gold Speerwurf Silber Hochsprung |

### Moderner Fünfkampf
| Männer - Clayton Mansfield - Brookner Brady - Richard Mayo Bronze |

### Radsport
| Männer - Bobby Thomas - Frank Testa - Eddie Testa - John Sinibaldi - Henry O’Brien - Bernard Mammes - Otto Luedeke - Buck Ingham - Frank Connell - Red Berti - Russell Allen - Harold Ade |

### Reiten
| Männer - John Wofford - William Bradford - Alvin Moore Bronze Dressur Mannschaft - Isaac Kitts Bronze Dressur Mannschaft - Eddie Argo Gold Vielseitigkeitsreiten Mannschaft - Hiram Tuttle Bronze Dressur Bronze Dressur Mannschaft - Earl Foster Thomson Silber Vielseitigkeitsreiten Gold Vielseitigkeitsreiten Mannschaft - Harry Chamberlin Silber Springreiten Gold Vielseitigkeitsreiten Mannschaft |

### Ringen
| Männer - Bob Hess - Melvin Clodfelter - Jack Riley Silber Schwergewicht - Edgar Nemir Silber Federgewicht - Jack van Bebber Gold Weltergewicht - Robert E. Pearce Gold Bantamgewicht - Peter Mehringer Gold Halbschwergewicht |

### Rudern
| Männer - Thomas Pierie - John McCosker - George Mattson - Edward Marshall - Thomas Mack - Edgar Johnson - Harry Grossmiller - Francis English - Charles Drueding - Thomas Clark - Eugene Clark - William Miller - Harold Tower Gold Achter - Joseph Schauers Gold Zweier mit Steuermann - Edwin Salisbury Gold Achter - Kenneth Myers Gold Doppelzweier - Charles Kieffer Gold Zweier mit Steuermann - Edward Jennings Gold Zweier mit Steuermann - Burton Jastram Gold Achter - Winslow Hall Gold Achter - Duncan Gregg Gold Achter - Norris Graham Gold Achter - William Gilmore Gold Doppelzweier - David Dunlap Gold Achter - Charles Chandler Gold Achter - James Blair Gold Achter |

### Schießen
| Männer - Ernest Tippin - Rom Stanifer - Edward Shumaker - Luther Roberts - William Wadley Harding - Thomas M. Carr |

### Schwimmen
|  | Männer - Dan Zehr - Raymond Thompson - John Paulsen - Edwin Moles - Robert Kerber - Jim Gilhula - Basil Francis - Ralph Flanagan - Gordon Chalmers - Albert Schwartz Bronze 100 m Freistil - James Cristy Bronze 1500 m Freistil - Manuella Kalili Silber 4 × 200-m-Staffel - Maiola Kalili Silber 4 × 200-m-Staffel - George Fissler Silber 4 × 200-m-Staffel - Frank Booth Silber 4 × 200-m-Staffel - Buster Crabbe Gold 400 m Freistil | Frauen - Joan McSheehy - Peg Hoffman - Anne Govednik - Norene Forbes - Jane Cadwell - Lenore Kight Silber 400 m Freistil - Josephine McKim Gold 4 × 100-m-Staffel - Helen Johns Gold 4 × 100-m-Staffel - Eleanor Holm Gold 100 m Rücken - Eleanor Saville Bronze 100 m Freistil Gold 4 × 100-m-Staffel - Helene Madison Gold 100 m Freistil Gold 400 m Freistil Gold 4 × 100-m-Staffel |

### Segeln
- Charles Lyon
- Joseph Jessop
- Charles Smith
Silber  6-Meter-Klasse
- Donald Douglas
Silber  6-Meter-Klasse
- Frederic Conant
Silber  6-Meter-Klasse
- Robert Carlson
Silber  6-Meter-Klasse
- Temple Ashbrook
Silber  6-Meter-Klasse

- Gilbert Gray
Gold  Star

- Andrew Libano
Gold  Star

- Thomas Webster
Gold  8-Meter-Klasse
- Robert Sutton
Gold  8-Meter-Klasse
- Alan Morgan
Gold  8-Meter-Klasse
- Richard Moore
Gold  8-Meter-Klasse
- John Huettner
Gold  8-Meter-Klasse
- Karl Dorsey
Gold  8-Meter-Klasse
- Pierpont Davis
Gold  8-Meter-Klasse
- William Cooper
Gold  8-Meter-Klasse
- Owen Churchill
Gold  8-Meter-Klasse
- Kenneth Carey
Gold  8-Meter-Klasse
- Alphonse Burnand
Gold  8-Meter-Klasse
- John Biby
Gold  8-Meter-Klasse

### Turnen
| Männer - Marcel Gleyre - Richard Bishop - William Kuhlemeier Bronze Keulenschwingen - William Hermann Bronze Tumbling - Thomas Connolly Bronze Tauhangeln - Edward Carmichael Bronze Pferdsprung - Michael Schuler - Fred Meyer - Edwin Gross Silber Tumbling - William Galbraith Silber Tauhangeln - Philip Erenberg Silber Keulenschwingen - Bill Denton Silber Ringe - Frank Cumiskey - Rowland Wolfe Gold Tumbling - George Roth Gold Keulenschwingen - George Julius Gulack Gold Ringe - Dallas Bixler Gold Reck - Raymond Bass Gold Tauhangeln - Frank Haubold Bronze Seitpferd - Alfred Jochim Silber Pferdsprung |

### Wasserball
Männer
- Bronze 
Herb Wildman
Cal Strong
Wallace O’Connor
Harold McCallister
Charley Finn
Phil Daubenspeck
Austin Clapp

### Wasserspringen
| Männer - Frank Kurtz Bronze Turmspringen 10 m - Richard Degener Bronze Kunstspringen 3 m - Harold Smith Gold Turmspringen 10 m Silber Kunstspringen 3 m - Michael Galitzen Gold Kunstspringen 3 m Silber Turmspringen 10 m | Frauen - Marion Roper Bronze Turmspringen 10 m - Jane Fauntz Bronze Kunstspringen 3 m - Katherine Rawls Silber Kunstspringen 3 m - Dorothy Poynton Gold Turmspringen 10 m - Georgia Coleman Gold Kunstspringen 3 m Silber Turmspringen 10 m |